# 2-메틸인돌
2-메틸인돌(영어: 2-methylindole) 또는 메틸케톨(영어: methylketol)은 생성될 때는 흰색 고체이나 시간이 지남에 따라 갈색으로 변하며, 약간 독성이 있고 약한 인화성을 가지고 있는 유기 화합물이다. 2-메틸인돌의 화학식은 C9H9N이다.
2-메틸인돌은 염료, 안료, 형광 발광제, 의약품 합성을 위한 중간생성물로 사용된다.

## 같이 보기
- 인돌
- 메틸기
- 1-메틸인돌
- 스카톨 (3-메틸인돌)
- 5-메틸인돌
- 7-메틸인돌